# Alkohológiai Kiskönyvtár
Az Alkohológiai Kiskönyvtár egy magyar nyelvű orvosi könyvsorozat, amely az 1980-as években alkoholizmus kérdéskörét járja körül különböző szempontok alapján. Kiadója a Medicina Könyvkiadó. A sorozat a következő műveket tartalmazta:
1. Kardos György: Megelőzés-gyógyítás-rehabilitáció, Medicina Könyvkiadó, Budapest, 1980, ISBN 963-240-896-9
2. Czeizel Endre: A magzati alkoholszindróma – A terhesség alatti szeszesital-fogyasztás ártalmassága, Medicina Könyvkiadó, Budapest, 1981, ISBN 963-240-965-5
3. Bálint István: Az alkoholizmus főbb kérdései, Medicina Könyvkiadó, Budapest, 1981, ISBN 963-240-944-2
4. Nagy György: Alkohol, társadalom, munkahely – Adatok és vélemények, Medicina Könyvkiadó, Budapest, 1982, ISBN 963-240-943-4
5. Buda Béla: Az iszákosok iszákosokat nemzenek? – Az alkoholbetegség és az öröklődés, Medicina Könyvkiadó, Budapest, 1982, ISBN 963-241-072-6
6. Jim Offord – Edward Griffith: Alkoholizmus – Kezelés vagy tanácsadás?, Medicina Könyvkiadó, Budapest, 1984, ISBN 963-241-252-4
7. Bánki M. Csaba: Az alkoholizmus biológiai kutatásának eredményei, Medicina Könyvkiadó, Budapest, 1984, ISBN 963-241-059-9
8. M. Keller – H. M. Trice – J. R. Wahl: Viselkedés? – Betegség? – Társadalmi probléma? (Szemelvények az alkohológia szakirodalmából), Medicina Könyvkiadó, Budapest, 1985, ISBN 963-241-069-6
9. Németh Gyula: Szesz vagy nagykalapács? – Nagyüzemi szociálpolitika az alkoholizmus ellen, Medicina Könyvkiadó, Budapest, 1985, ISBN 963-241-182-X
10. Angerli István: Egészségünkre?, Medicina Könyvkiadó, Budapest, 1986, ISBN 963-241-309-1
11. Alison Burr: Alkoholista a családban, Medicina Könyvkiadó, Budapest, 1987, ISBN 963-241-657-0